# Демократис
„Демократис“ (на гръцки: Δημοκράτης) е двуезичен вестник, орган на гръцката комунистическа политическа емиграция. Издаван на гръцки и български (Егейска македонска литературна норма), излизал от 1951 до 1974 година и създаден от емиграцията от Егейска Македония в Полша.
Най-късно в края на 1949 година или началото на 1950 година се появява първи бюлетин на гръцки и македонска литературна норма в Згожелец. Насетне започва печатането на „Демократис“ всеки ден без неделя. Форматът му е 36 x 51 cm на 4 страници, а тиражът - 2-3 хиляди копия.